# Oeonia rosea
Oeonia rosea Ridl., 1885 è una pianta della famiglia delle Orchidacee, endemica del Madagascar e dell'isola di Riunione.